# Hemidonax arafurensis
Hemidonax arafurensis is een tweekleppigensoort uit de familie van de Glauconomidae. De wetenschappelijke naam van de soort is voor het eerst geldig gepubliceerd in 1981 door Ponder, Colman, Yonge & Colman.